# Nationaal park Simien
Nationaal park Simien is gelegen in het gelijknamige Simiengebergte in Ethiopië en bestaat uit meerdere bergen. De Ras Dashan is de hoogste berg in dit gebied met een top op 4550 meter hoogte en is daarmee ook de hoogste berg van Ethiopië. Meerdere zeldzame diersoorten komen in het nationaal park voor, zoals de Ethiopische wolf, de Gelada en de Waliasteenbok. Daarnaast komen meer dan 50 soorten vogels voor in het park.
Het bergstadje Debark is de voornaamste uitvalsbasis voor bezoeken aan het Nationaal park.
Nationaal park Simien is als een van de eerste locaties in de wereld aangewezen als werelderfgoed, namelijk in 1978. Van 1996 tot 2017 stond het op de lijst met bedreigde werelderfgoederen.

## Galerij

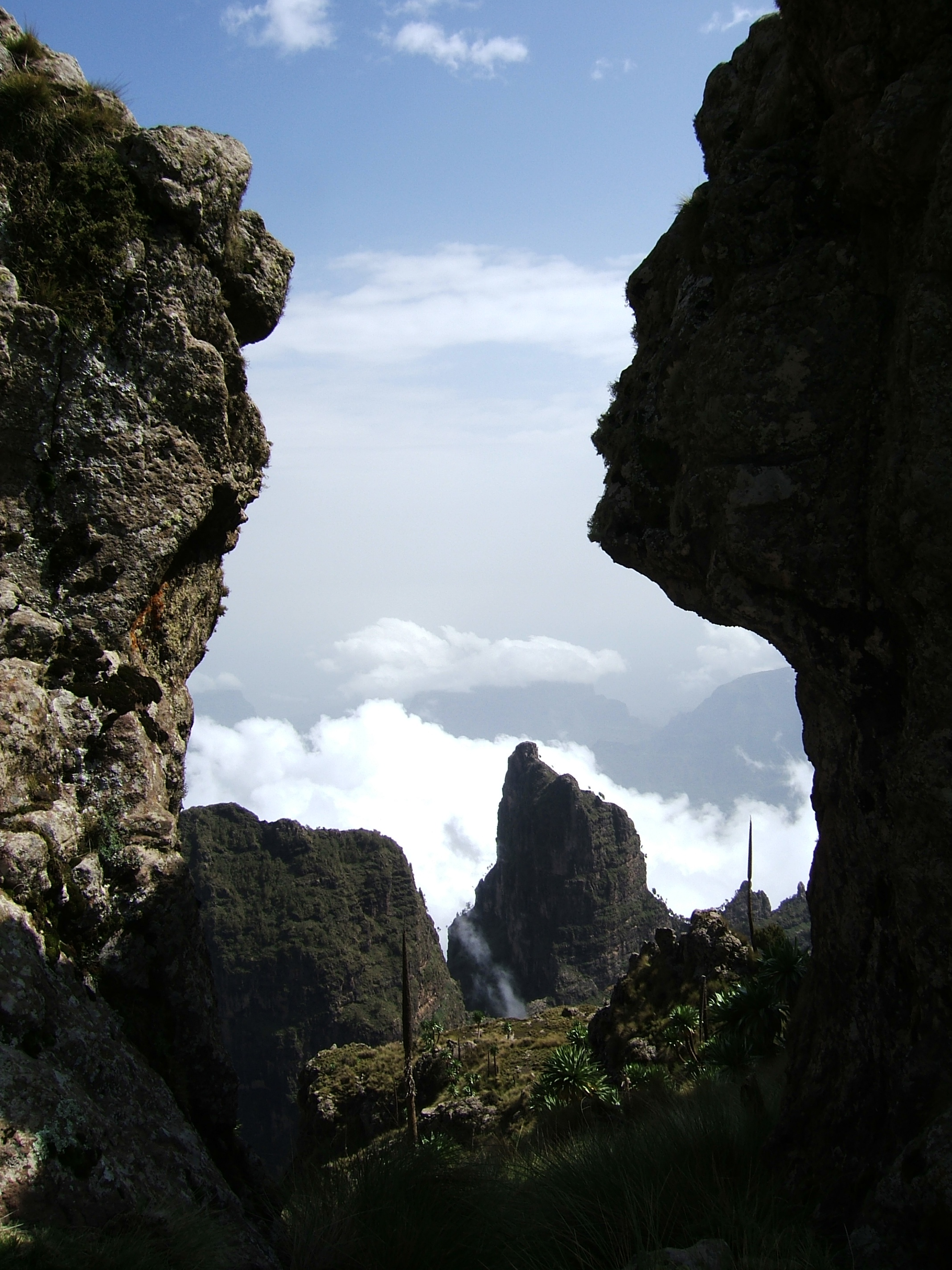
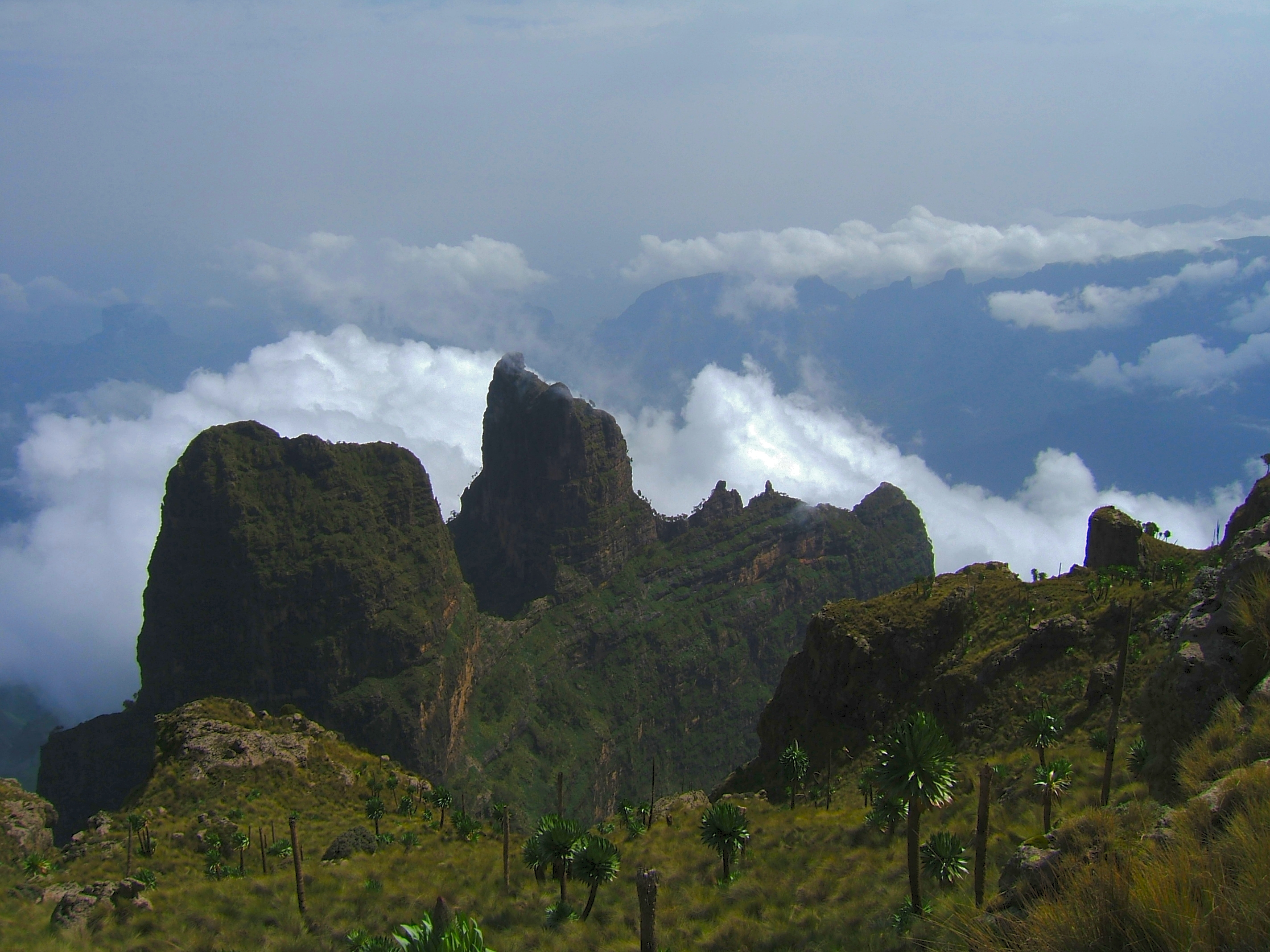
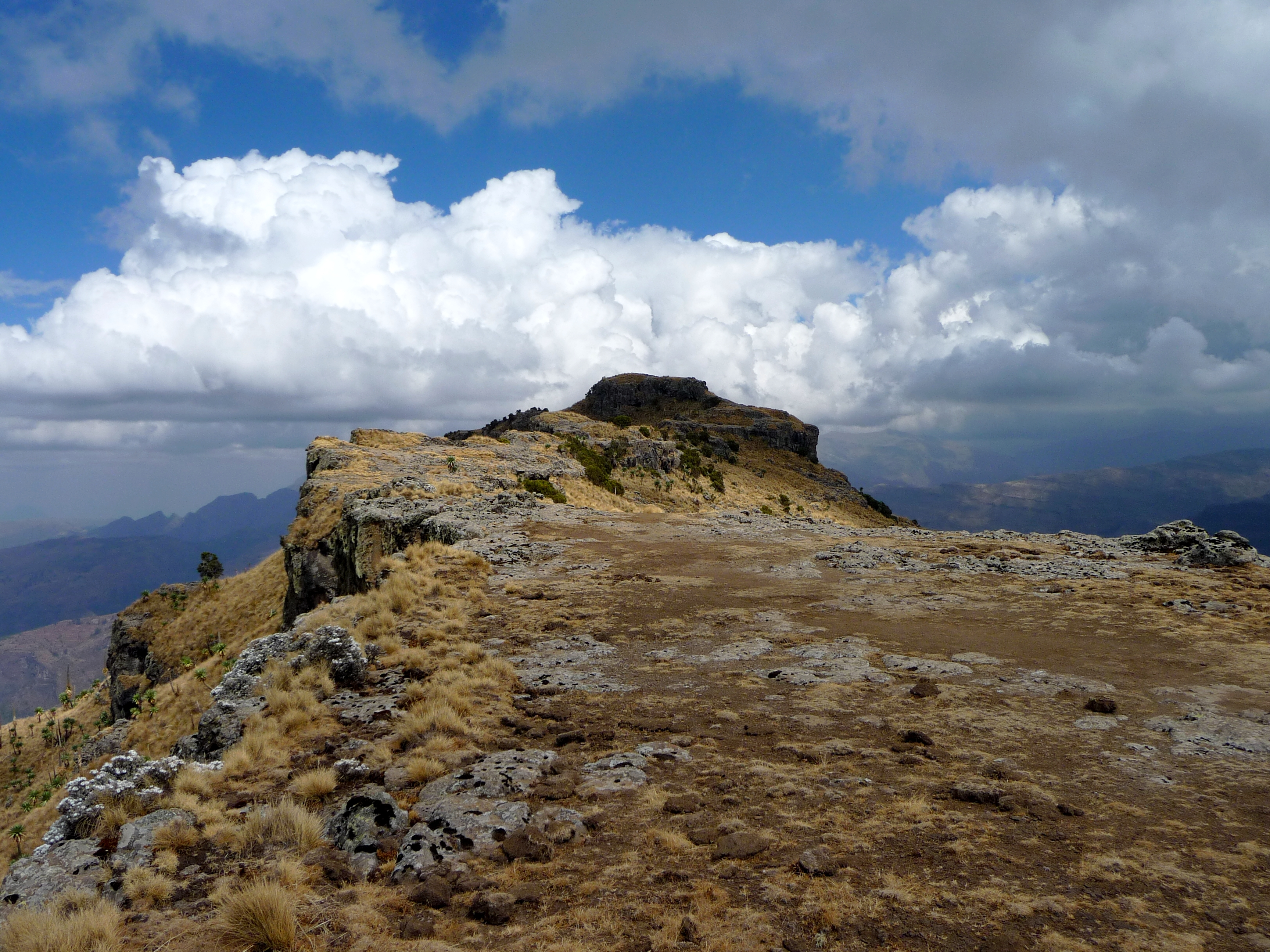

- Gemeinsame Normdatei: 4815227-4
- Library of Congress Control Number: sh88006467
- Nationale Bibliotheek van Israël: 987007534435205171
- Virtual International Authority File: 241891100